# Skradnik
Skradnik je malo mjesto u općini Josipdol, smješteno između Oštarija i Josipdola, na cesti koja je nekad bila glavna prometnica od Dalmacije prema Karlovcu. Okružuju ga brdašca: Viničica, Skradnik i Mali Vidrinac. 
Stanovništvo se uglavnom bavi poljoprivredom, a glavne su kulture kukuruz, kupus i krumpir. Mjesto ima osnovnu školu, dućan, kapelicu i društvene prostorije, koje su uredili sami mještani.
Skradnik se prvi put spominje još u doba Konstantina Porfirogeneta. U dijelu knjige De administrando imperio, u kojemu Konstantin svojemu sinu govori o važnost redistributivne politike za budućnost Rimskoga Carstva, predlaže Skradnik kao jedno od mjesta pogodnih za stanovništvo.[nedostaje izvor]

## Stanovništvo
Stanovništvo – popisi:

- 2001. – 377
- 1991. – 389 (Hrvati – 366, Srbi – 9, ostali – 14)
- 1981. – 445 (Hrvati – 423, Jugoslaveni – 13, Srbi – 3,  ostali – 6)
- 1971. – 514 (Hrvati – 507, Srbi – 4, ostali – 3)

| broj stanovnika | 667   | 746   | 700   | 744   | 712   | 684   | 633   | 611   | 699   | 656   | 627   | 514   | 445   | 389   | 377   | 402   | 374   |
|                 | 1857. | 1869. | 1880. | 1890. | 1900. | 1910. | 1921. | 1931. | 1948. | 1953. | 1961. | 1971. | 1981. | 1991. | 2001. | 2011. | 2021. |

## Poznate osobe
- Zvonimir Pribanić, hrvatski emigrantski kulturni djelatnik i organizator[5]